# 六本木康弘
六本木 康弘（ろっぽんぎやすひろ、1984年8月19日 - ）は、ジャパンアクションエンタープライズ所属の俳優。東京都出身。ジャパンアクションエンタープライズ第35期生。殺陣師としても舞台などに携わる。
テレビや舞台などで活躍するが、2010年7月に左膝の靭帯を断裂、半年間治療に専念するために休養に入った。2011年4月『DEAR BOYS -Double Revenge-』にて復帰。

## 出演

### テレビ
- 義経 - 兵士 役
- ごくせん
- 仮面ライダー響鬼
- 魔法戦隊マジレンジャー - ボクシング練習生 役
- ウルトラマンメビウス 13話（2006年7月1日） - GUYS志望の青年
- 轟轟戦隊ボウケンジャー
- 仮面ライダーカブト
- 獣拳戦隊ゲキレンジャー
- まっつぐ〜鎌倉河岸捕物控〜 - 留三 役
- 戦国★男士（2011年 - 2012年） - 相馬義胤 役[3][1]
- クロヒョウ2 龍が如く 阿修羅編 - 沖田忍 役ジャパンアクションエンタープライズ
- SPEC〜零〜
- プラチナエイジ - セコンド 役
- 三匹のおっさん2
- 仮面ライダードライブ - 特殊部隊隊長 役
- 劇場の灯を消すな！ Bunkamura シアターコクーン編 松尾スズキプレゼンツ アクリル演劇祭（2020年7月5日、WOWOWライブ） - 殺陣[4]

### 映画
- 劇場版 仮面ライダーカブト GOD SPEED LOVE
- 電影版 獣拳戦隊ゲキレンジャー ネイネイ!ホウホウ!香港大決戦
- 劇場版 仮面ライダー電王 俺、誕生! - イマジン 役（スーツアクター）
- 大日本人 - ドンタッチミー 役（スーツアクター）
- ゲゲゲの鬼太郎
- 僕の彼女はサイボーグ
- ランディーズ - 谷 役
- エイトレンジャー∞
- 漫才ギャング（2011年3月） - スカルキッズメンバー役
- サンブンノイチ（2014年、角川） - ボディーガード役
- 天空の蜂（2015年、松竹） - 警務官 役[5]
- 桃源郷ラビリンス ～生々流転～（2019年、トリプルアップ） - アクション監督[6]

### 舞台
2006年 - 2011年
- 滝沢演舞城 - アンサンブル
- ミュージカル『エア・ギア』（2007年5月）コロス役
- ミュージカル『DEAR BOYS』（2007年12月） - 佐伯満雄 役
- ミュージカル『DEAR BOYS vs. EAST HONMOKU』（2008年7月 - 8月）佐伯満雄 役
- ミュージカル『エア・ギア』VS BACCHUS TOP GEAR Remix（2010年4月9日 - 16日）コロス 役
- 天聖八剣伝（2010年6月19日 - 27日）
- ニコニコミュージカル第5弾『DEAR BOYS -Double Revenge-』（2011年4月29日 - 5月8日） - 岸本忍 役
- *pnish*本公演 vol.13『トラベルモード』（2011年11月2日 - 25日）

2012年
- ロミオ＆ジュリエット（5月2日 - 6月10日） - アクションアシスタント、アンサンブル
- 新生『ROCK MUSICAL BLEACH』REprise（8月30日 - 9月9日） - 隊員 役
- VISUALIVE『ペルソナ4』the EVOLUTION（10月3日 - 9日） - 生天目太郎 役 
- 里見八犬伝（11月16日 - 30日）

2013年
- ミュージカル『薄桜鬼』沖田総司 篇（3月14日 - 24日）
- 阿佐ヶ谷スパイダース あかいくらやみ 〜天狗党幻譚〜（5月5日 - 26日）
- タンバリンプロデューサーズ第12回公演 舞台『鬼切丸』（8月3日 - 11日）
- ミュージカル『薄桜鬼』土方歳三 篇（10月2日 - 11日）
- マクベス Macbeth（12月8日 - 29日）

2014年
- メサイア -白銀ノ章- （1月15日 - 19日） - 定石充 役
- ミュージカル『薄桜鬼』風間千景 篇（5月16日 - 6月1日）
- メサイア -紫微ノ章- （8月20日 - 24日） - 定石充 役

2015年
- ミュージカル『薄桜鬼』藤堂平助 篇（1月10日 - 25日） - アンサンブル
- ミュージカル『薄桜鬼』黎明録（5月23日 - 6月14日） - 殺陣

2016年
- ミュージカル『薄桜鬼』新選組奇譚（1月4日 - 17日） - 殺陣
- ミュージカル『ふしぎ遊戯～朱ノ章～』（4月8日 - 17日） - 殺陣
- 遙かなる時空の中で5 風花記（）（8月11日 - 21日） - 殺陣指導
- ミュージカル『薄桜鬼』HAKU-MYU LIVE 2（8月12日 - 17日） - 殺陣監修
- インフェルノ（9月3日 - 11日） - 殺陣、片桐康志 役
- コウの花嫁（10月26日 - 30日） - 殺陣師
- あまつきつねの鬼灯（11月17日 - 28日） - 殺陣指導、湛山（） 役 

2017年
- 甲鉄城のカバネリ（1月6日 - 1月12日） - 殺陣
- メサイア -暁乃刻（）-（2月11日 - 26日） - 殺陣指導
- ミュージカル『薄桜鬼』原田左之助 篇（4月14日 - 30日） - 殺陣
- 遙かなる時空の中で6 幻燈ロンド（5月4日 - 10日） - 殺陣指導
- メサイア -悠久乃刻（）-（8月31日 - 9月24日） - 殺陣指導

2018年
- メサイア -月詠乃刻（）-（4月14日 - 29日） - 殺陣指導
- 劇団シャイニング from うたの☆プリンスさまっ♪『JOKER TRAP』（4月19日 - 5月13日） - 殺陣
- ミュージカル『薄桜鬼』土方歳三 篇（4月21日 - 5月1日） - 殺陣
- ファラオの墓 ～蛇王・スネフェル～（6月1日 - 17日） - 殺陣指導
- 劇団シャイニング from うたの☆プリンスさまっ♪『ポラリス』（9月13日 - 10月8日） - 殺陣

2019年
- メサイア トワイライト  -黄昏の荒野- （2月7日 - 3月2日） - 殺陣指導
- 劇団シャイニング from うたの☆プリンスさまっ♪『Pirates of the Frontier』（3月15日 - 4月7日） - 殺陣
- 遙かなる時空の中で6 外伝 ～黄昏ノ仮面～（6月6日 - 23日） - 殺陣指導
- 幽☆遊☆白書（8月28日 - 9月22日） - アクション
- ミュージカル『アルスラーン戦記』（9月5日 - 16日） - アクション指導
- 劇団シャイニング from うたの☆プリンスさまっ♪『エヴリィBuddy！』（10月12日 - 21日） - 殺陣
- PERSONA5 the Stage（12月13日 - 29日） - アクション

2020年
- ウェールズの赤竜～アーサー王伝説～（8月19日 - 24日） - 殺陣
- 舞台 真・三國無双 ～赤壁の戦い IF～（8月20日 - 24日）
- その男、ピッグテイル（11月22日 - 29日） - 殺陣
- HELI-X（12月3日 - 13日） - 殺陣

2021年
- 舞台『紅葉鬼』～童子奇譚～（1月8日 - 1月14日） - 殺陣
- 遙かなる時空の中で3 十六夜記（1月22日 - 2月7日） - 殺陣
- 舞台『双牙～ソウガ～』新炎（3月5日 - 14日） - 殺陣
- ミュージカル『薄桜鬼 真改』相馬主計 篇（4月2日 - 11日） - 殺陣
- 文豪ストレイドッグス DEAD APPLE（4月16日 - 5月5日） - 殺陣
- HELI-X Ⅱ アンモナイトシンドローム（10月7日 - 17日） - 殺陣指導

2022年
- 演戯（）『ヴィジュアルプリズン』月世饗宴（）（4月9日 - 4月17日） - 殺陣
- ミュージカル『薄桜鬼 真改』斎藤一 篇（4月22日 - 5月5日） - 殺陣
- 舞台『HELI-X Ⅲ～レディ・スピランセス～』（6月3日 - 19日） - 殺陣指導
- 文豪ストレイドッグス STORM BRINGER（6月24日 - 7月3日） - 殺陣
- ソードアート・オンライン -DIVE TO STAGE-（11月8日 - 11月13日） - アクション

2023年
- ミュージカル『薄桜鬼 真改』山南敬助 篇（4月8日 - 23日） - 殺陣
- 『Dancing☆Starプリキュア』The Stage（10月28日 - 11月12日） - 殺陣

2024年
- ブラッディ+メアリー（1月26日 - 2月4日） - 殺陣
- ミュージカル『薄桜鬼 真改』土方歳三 篇（4月13日 - 29日） - 殺陣

### Vシネマ
- 仮面ライダーカブト 超バトルDVD 誕生!ガタックハイパーフォーム!!（2006年）

### PV
- 中島美嘉×加藤ミリヤ「Fighter」（2014年、Sony Music）

### ショートムービー
- JAEオリジナル ショートムービー 華麗なる追跡 TARGET-標的-（2015年） - オダ役

### アニメ
- セスタス -The Roman Fighter-（2021年） - アクションコーディネーター[69]